# Било (връх)
Вижте пояснителната страница за други значения на Било.
Било е връх в планината Кървав камък в Краище, Западна България. Висок е 1737 m и е най-високият връх в цяло Краище. Представлява открита широка поляна върху малко плато, граничещо откъм българската страна с разредени габърови гори. Откъм сръбската част има пасища и единични дървета от бял бор. На върха се намира и гранична пирамида с номер 395 от българо-сръбската граница. Откъм сръбската страна там е изградена 12-метрова граничарска стоманена вишка, сега неподържана и отчасти повредена. От нея се открива просторна панорама към сръбската част от планината Кървав камък. До върха се достига по два отделни пътя – един откъм българската страна, и един откъм сръбската. Те не се сливат и не се пресичат.